# Малък скат
Малкият скат (Leucoraja erinacea) е вид акула от семейство Морски лисици (Rajidae). Видът е почти застрашен от изчезване.

## Разпространение и местообитание
Разпространен е в Канада и САЩ (Вирджиния, Делауеър, Кънектикът, Масачузетс, Мериленд, Ню Джърси, Ню Йорк и Северна Каролина).
Обитава крайбрежията и пясъчните дъна на океани, морета и заливи. Среща се на дълбочина от 4,4 до 329 m, при температура на водата от 1,9 до 20,8 °C и соленост 31 – 36,3 ‰.

## Описание
На дължина достигат до 54 cm.
Продължителността им на живот е около 8 години. Популацията на вида е намаляваща.